# Corpo di spedizione italiano in Oriente
Le Corpo di Spedizione Italiano in Oriente (CSIO) est une unité de l'armée de terre italienne qui a combattu durant la Première Guerre mondiale sur le front albanais entre 1916 et 1918.
Le CSIO dépend directement du Grand Quartier Général italien (40 000 soldats du 16e corps d'armée); par contre, la 35e DI italienne fait partie des Armées Alliées d'Orient (AAO) regroupant des troupes de l'armée britannique, de l'armée serbe, de l'armée française d'Orient, de l'armée russe et de l'armée grecque qui en 1918, sous les ordres du général d’armée Louis Franchet d'Espèrey, provoquent la défaite de la Bulgarie, reconquièrent la Serbie et la Roumanie, puis envahissent l’Autriche-Hongrie.

## Création et différentes dénominations
- 1915 : "Corpo Speciale d'Albania"
- mars 1916 : Création du 16e Corps d'Armée commandé par le general Settimio Piacentini
- juillet 1916 : Corpo di Spedizione Italiano in Oriente (CSIO) .
- août 1920 : Dissolution

## Les commandants
- juillet 1916 - général Carlo Petitti di Roreto
- mai 1917 - général Giuseppe Pennella
- 16 juin 1917 - général Ernesto Mombelli.

## Composition
Au 24 octobre 1918 sur le front albanais :

16e Corps : Giacinto Ferrero

- 13e division d'infanterie
  - Brigade Palermo
    - 67e Régiment d'Infanterie - 68e Régiment d'Infanterie

  - Brigade Teramo
    - 241e Régiment d'Infanterie - 242e Régiment d'Infanterie

  - 35e Régiment d'Artillerie
- 36e division d'infanterie
  - Brigade Pulgia
    - 71e Régiment d'Infanterie - 720e Régiment d'Infanterie

  - Brigade Tanaro
    - 203e Régiment d'Infanterie - 204e Régiment d'Infanterie

  - 3e Groupe d'Artillerie Mixte
  - 4e Groupe d'Artillerie Mixte
- 38e division d'infanterie
  - Brigade Savona
    - 15e Régiment d'Infanterie - 16e Régiment d'Infanterie

  - Brigade Verona
    - 85e Régiment d'Infanterie - 86e Régiment d'Infanterie

  - 1er Groupe d'Artillerie Mixte

Brigades d'infanterie de ligne :
- 1re Brigade de milice
  - 15e Régiment d'Infanterie - 30e Régiment d'Infanterie
- 19e Brigade
  - 36e Régiment d'Infanterie - 38e Régiment d'Infanterie
- 23e Brigade de Marche
  - 67e régiment de marche - 68e régiment de marche

Régiments d'Infanterie isolés :
- 10e Régiment de Bersaglieri

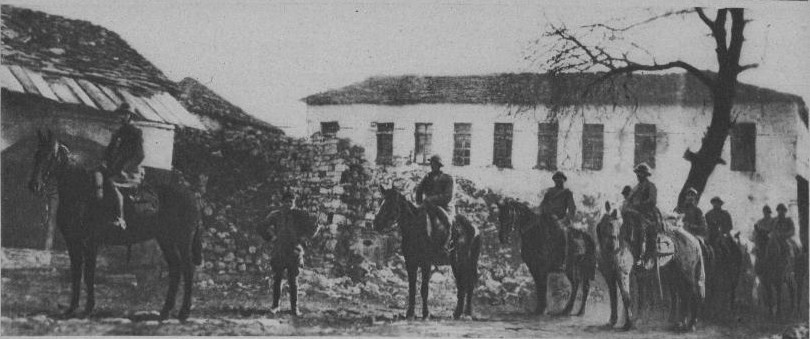
En Albanie contre les comitadjis.

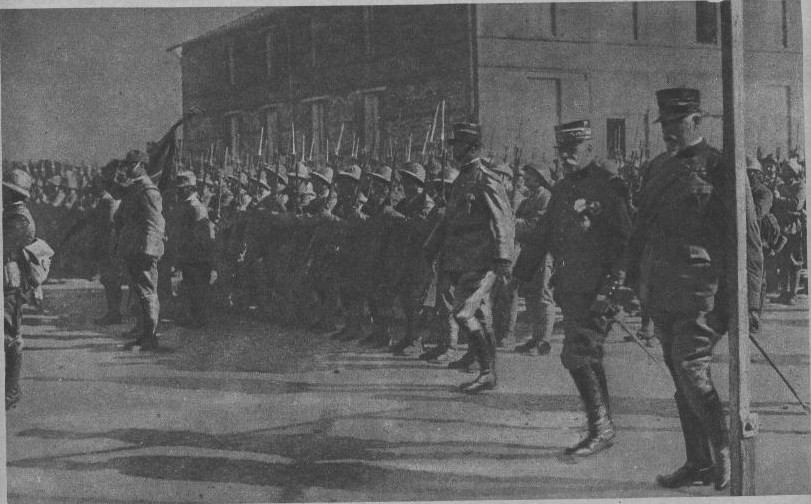
Petitti di Roreto et Sarrail à Salonique, 1915.

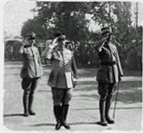
Le général Ernesto Mombelli à Kustendil en 1916.

  - 16e, 34e et 35e Bataillon de Bersaglieri
- 101e régiment de marche

Autres :
- 16e Groupe d'Assaut
- 9e Brigade de Cavalerie
  - 22e Régiment de Cavalerie "Catania"
  - 23e Régiment de Cavalerie "Re Umberto"
  - 30e Régiment de Cavalerie "Palmero"
- 20e Brigade de Milice
  - 47e Régiment de Milice - 48e Régiment de Milice
- 8e Groupe Aérien
  - 11e Escadrille de bombardement - 85e Escadrille de chasse - 116e Escadrille de Reconnaissance